# 王秉華隨機殺人事件
王秉華隨機殺人事件，又稱新店隨機殺人案，是於2020年3月13日星期五在台灣新北市新店區所發生的隨機殺人命案，兇嫌王秉華因與其配偶發生爭吵，憤怒之下手持生魚片刀，隨機殺死一名駕駛機車的林姓男子。

## 事件經過

### 背景
兇嫌王秉華（23歲）2020年3月13日晚上疑與妻子為了買晚餐起口角。

### 案發
王秉華於2020年3月13日20時30分許，駕車搭載其妻前往新北市新店區採買家具及日常生活用品，於同日22時離開後，因與妻子就用餐地點意見不合，於同日22時25分許，適與其不相識、欲接送姐姐下班之林○○（32歲）騎車停在其前方，王秉華為發洩情緒、報復其妻不順從其意，基於殺人之直接故意，持其所有平日放置車上用以預謀作案之生魚片料理刀1把下車，往被害人林○○背部猛力刺入1刀，使被害人林○○受有左心室刀傷致血胸致出血性休克而死亡。臺灣臺北地方檢察署依殺人罪嫌將王秉華聲押。臺灣臺北地方法院2020年3月14日晚上8點半裁定收押。

## 其它事件
與凶嫌同名同姓的民眾遭池魚之殃，Facebook與私訊遭不知情網友謾罵攻擊，他2020年3月14日晚上傍晚趕緊澄清「拜託各位行行好，人不是我殺的，我只是剛好同名同姓」。

## 各界反應

### 新北市政府
- 時任新北市市長侯友宜表示「很多的社區鄰里長都反映，思覺失調症到底要怎樣處理，才不會標籤化又可以保障他的人權，更重要是維護社區的安寧，也是很多里長的期盼也建議很多方向[5][6][7]。」

### 立法院
- 時代力量立法委員王婉諭表示，「以過來人的心情，請外界給予被害家屬一些空間，不要做過多揣測，這些對他們來說都可能是再一次的傷害，也希望在調查的程序中，政府單位可以保障受害家庭必須的經濟安全與心理支持[8][9][10][11][12]。」

### 社運界
- 廢死聯盟執行長林欣怡表示，「難過的是，經歷了鄭捷、小燈泡到去年我們與惡的距離播出，發生這些事件後群眾第一個反應還是差不多的」，接著提出10大點，包括不要轉載案發圖片與畫面；不要觀看任何媒體，讓自己心靈休息一下；多關心別人；不要株連九族；記得擁抱家人；若媒體打擾死者家人就拒看拒聽等話語[3]。

## 起訴與審判

### 起訴
2020年4月15日，臺灣臺北地方檢察署偵查終結，被告王秉華涉犯刑法第271條第1項之殺人罪嫌提起公訴。檢察官求刑意見：審酌被告王秉華僅因與其妻因用餐地點意見不合，為發洩情緒、報復其妻不順從其意，隨機挑選不認識、無任何仇恨、過節之無辜被害人下手，堪認被告心態可議，惡性重大。另被告行凶後，被害人坐在人行道上看向被告背影，發出淒厲之求救聲，臉上表情甚為驚恐，惟被告竟視若無睹，立即駕車逃逸，可見其手段兇殘，被害人生前突遭陌生人背刺之精神恐懼及其身體之痛楚，非文字所能形容，且令被害人家屬承受驟失親人之痛苦，造成無法彌補之損害。另被告王秉華於本案發生後，始終否認具殺人犯意，藉詞脫罪，且尚未賠償被害人家屬，犯罪後之態度難認良好等節，暨被告之智識、經濟能力等一切情狀，建請量處最嚴厲之刑（死刑）。

### 審判
2020年4月15日，被告王秉華移審臺灣臺北地方法院羈押庭時，法官考量王秉華涉犯殺人重罪，有逃亡之虞，裁定繼續羈押，但不禁見。
2021年5月26日，臺灣臺北地方法院一審判決王秉華死刑。
2022年1月19日，臺灣高等法院二審改判王秉華無期徒刑。
2022年5月26日，臺灣最高法院駁回檢方及王秉華上訴。全案無期徒刑定讞。